# Cianuro de trimetilsililo
El cianuro de trimetilsililo, también llamado cianotrimetilsilano, trimetilsilanocarbonitrilo y TMSCN, es un compuesto orgánico de fórmula molecular C4H9NSi.
Su estructura química corresponde a un grupo cianuro (-C≡N), unido a un grupo trimetilsililo.

## Propiedades físicas y químicas
A temperatura ambiente, el cianuro de trimetilsililo es un líquido incoloro o de color amarillo que desprende un olor a almendras amargas.
Con una densidad inferior a la del agua y semejante a la del éter etílico (ρ = 0,744 g/cm³), su tensión superficial es 19,2 ± 3,0 dina/cm, muy inferior a la del agua y comparable, por ejemplo, a la del hexano.
Su punto de ebullición es 118 °C y su punto de fusión −11 °C.
Es soluble en disolventes orgánicos y poco soluble en agua (aproximadamente 5 g/L).
El logaritmo de su coeficiente de reparto, logP = 1,00, evidencia que es unas diez veces más soluble en disolventes apolares —como el 1-octanol— que en disolventes polares.
En cuanto a su reactividad, el cianuro de trimetilsililo es sensible a la humedad, reaccionando con el agua.
Asimismo, es incompatible con agentes oxidantes y agentes reductores fuertes, así como con ácidos y bases fuertes.

## Síntesis y usos
El cianuro de trimetilsililo se prepara mediante la reacción entre cianuro de litio y cloruro de trimetilsililo:
LiCN + (CH3)3SiCl → (CH3)3SiCN + LiCl
A su vez, el cianuro de trimetilsililo, en contacto con agua, se hidroliza para dar cianuro de hidrógeno:
(CH3)3SiCN + H2O → (CH3)3SiOH + HCN
En cuanto a sus usos, el cianuro de trimetilsililoreactivo se emplea en la preparación de cianhidrinas ópticamente activas.
También como reactivo para convertir óxidos de N-piridina en 2-cianopiridina. Esta transformación se realiza mejor en una disolución de diclorometano usando cloruro de dimetilcarbamoílo como el electrófilo de activación; aunque es posible utilizar cloruro de benzoílo, los rendimientos y la regioselectividad de la adición del grupo ciano son menores.
En su aplicación principal, el cianuro de trimetilsililo se incorpora a través del doble enlace carbono-oxígeno a (por ejemplo) un aldehído; en este caso, el producto resultante es una cianhidrina O-sililada de acuerdo a la reacción:
RCHO + (CH3)3SiCN → RCH(CN)OSi(CH3)3
Por otra parte, este nitrilo reacciona con epóxidos en presencia de ZnI2 para dar trans-ɑ-siloxi-isocianuros, que pueden ser fácilmente hidrolizados a hidroxi-isocianuros.
También se utiliza como fuente de cianuro en síntesis de Strecker enantioselectivas de N,N-dialquilhidrazonas alifáticas, así como para la preparación de compuestos de Reissert, que constituyen poliamidas reactivas.

## Precauciones
El cianuro de trimetilsililo es un compuesto fácilmente inflamable —en estado líquido o como vapor— que tiene su punto de inflamabilidad a 1 °C.
Es una sustancia tóxica si se inhala, se absorbe por la piel o se ingiere, produciendo irritación en ojos, piel y vías respiratorias. Si se absorbe a través de la piel, este nitrilo puede ser metabolizado a cianuro, el cual inhibe la acción de la enzima citocromo oxidasa perjudicando respiración celular. Puede resultar fatal si se ingiere, ya que causa anoxia de los tejidos orgánicos, o si se inhala, pues puede provocar cianosis.